# Hotelul Beverly Hilton
The Beverly Hilton este un hotel situat pe o proprietate de 3,6 hectare la intersecția dintre bulevardele Wilshire și Santa Monica din Beverly Hills, California. Hotelul a fost gazda a numeroase decernări de premii, cea mai cunoscută fiind decernarea anuală a Premiilor Globul de Aur. Hotelul a fost inaugurat la 12 august 1955 și este proprietatea omului de afaceri Beny Alagem. Arhitectul Welton Becket a proiectat hotelul cu 582 de camere.